# Statue più alte del mondo

Altezza comparata di alcune statue famose (con relativo status di copyright):
1. Statua dell'Unità - 182 m
2. Buddha Zhōngyuán - 153 m
3. Statua della Libertà - 93 m
4. La Madre Patria chiama! - 91 m
5. Cristo Redentore - 39,5 m
6. David di Michelangelo - 5,2 m

Questa è una lista delle statue più alte del mondo. Sono riportate le statue con altezza, escludendo il basamento, di almeno 15 metri.

## Lista
- L'elenco è ordinato in base all'altezza in metri della sola statua.
- Se la statua ha un basamento, l'altezza totale è riportata nella colonna successiva.
- L'anno si riferisce al completamento della statua.
- Le colonne possono essere ordinate per mezzo dei pulsanti.

|    | Statua                              | Località                          | Paese         | Alt. statua | Alt. totale | Anno      | Immagine |
| -- | ----------------------------------- | --------------------------------- | ------------- | ----------- | ----------- | --------- | -------- |
| 1  | Statua dell'Unità                   | Sadhu bet, Gujarat                | India         | 182         | 240         | 2018      |          |
| 2  | Buddha Zhōngyuán                    | Lushan, Henan                     | Cina          | 128         | 153         | 2008      |          |
| 3  | Laykyun Setkyar                     | Monywa, Sagaing                   | Birmania      | 116         | 129,5       | 2008      |          |
| 4  | Ushiku Daibutsu                     | Ushiku, Ibaraki                   | Giappone      | 110         | 120         | 1995      |          |
| 5  | Statua degli imperatori Yan e Huang | Zhengzhou, Henan                  | Cina          | 106         |             | 2007      |          |
| 6  | Sendai Kannon                       | Sendai, Miyagi                    | Giappone      | 100         |             | 1991      |          |
| 7  | Statua di Pietro il Grande          | Mosca                             | Russia        | 96          |             | 1997      |          |
| 8  | Grande Buddha della Thailandia      | Ang Thong                         | Thailandia    | 92          |             | 2008      |          |
| 9  | Buddha di Ling Shan                 | Wuxi, Jiangsu                     | Cina          | 88          |             | 1996      |          |
| 10 | Dai-Kannon di Hokkaidō              | Ashibetsu, Hokkaidō               | Giappone      | 88          |             | 1989      |          |
| 11 | La Madre Patria chiama!             | Volgograd                         | Russia        | 85          | 91          | 1967      |          |
| 12 | Guanyin di Hainan                   | Sanya, Hainan                     | Cina          | 80          | 108         | 2005      |          |
| 13 | Awaji Kannon                        | Awaji, Hyogo                      | Giappone      | 80          |             |           |          |
| 14 | Grande Buddha di Maitreya           | Emei, Hsinchu                     | Taiwan        | 72          |             |           |          |
| 15 | Buddha gigante di Leshan            | Leshan                            | Cina          | 71          |             | 803       |          |
| 16 | Madre Ucraina                       | Kiev                              | Ucraina       | 62          | 102         | 1981      |          |
| 17 | Jibo Kannon                         | Kurume, Fukuoka                   | Giappone      | 61,5        |             |           |          |
| 18 | Guanyin di Xiqiao                   | Nanhai, Guangdong                 | Cina          | 61          | 77          |           |          |
| 19 | Aizu Jibo Dai-Kannon                | Aizuwakamatsu, Fukushima          | Giappone      | 57          |             |           |          |
| 20 | Tokyo Bay Kannon                    | Futtsu, Baia di Tokyo             | Giappone      | 56          |             | 1961      |          |
| 21 | Statua di Hanuman Murti             | Nuova Delhi                       | India         | 53          |             |           |          |
| 22 | Santa Rita da Cascia                | Santa Cruz Rio Grande do Norte    | Brasile       | 50          | 56          | 2010      |          |
|    | Mother Armenia - Mayr Hayastan      | Erevan                            | Armenia       | 22          | 51          | 1950-1967 |          |
| 23 | Usami Dai-Kannon                    | Itō, Shizuoka                     | Giappone      | 50          |             | 1982      |          |
| 24 | Monumento al Rinascimento africano  | Dakar, Senegal                    | Senegal       | 49          |             | 2010      |          |
| 25 | Kamaishi Dai-Kannon                 | Kamaishi, Prefettura di Iwate     | Giappone      | 48,5        |             |           |          |
| 26 | Samantabhadra del Monte Emei        | Monte Emei, Sichuan               | Cina          | 48          |             |           |          |
| 27 | Vergine della Pace                  | Trujillo                          | Venezuela     | 46,7        |             | 1983      |          |
| 28 | Statua della Libertà                | Liberty Island, New York          | Stati Uniti   | 46          | 93          | 1886      |          |
| 29 | Cristoforo Colombo di Siviglia      | Siviglia                          | Spagna        | 45          |             |           |          |
| 30 | Grande Buddha di Phuket             | Phuket                            | Thailandia    | 45          |             | 2008      |          |
| 31 | Statua di Lord Murugan              | Gombak, Selangor                  | Malaysia      | 42,7        |             | 2006      |          |
| 32 | Byakue Kannon                       | Takasaki, Gunma                   | Giappone      | 41,8        |             | 1936      |          |
| 33 | Statua di Guan Yin                  | Lianhuashan, Canton               | Cina          | 40,8        |             |           |          |
| 34 | Statua della Dea Mazu               | Meizhou (isola), Fujian           | Cina          | 40,5        |             |           |          |
| 35 | Statua di José María Morelos        | Isola Janitzio                    | Messico       | 40          |             |           |          |
| 36 | Buddha di Fo Guang Shan             | Kaohsiung                         | Taiwan        | 40          |             |           |          |
| 37 | Statua di Decebalo                  | Orșova                            | Romania       | 40          |             | 2004      |          |
| 38 | Shiva di Murudeshwara               | Murudeshwara, Karnataka           | India         | 37          |             | 2006      |          |
| 39 | Buddha di Rong Xian                 | Rong Xian, Sichuan                | Cina          | 37          |             |           |          |
| 40 | Merlion di Sentosa                  | Singapore                         | Singapore     | 37          |             | 1996      |          |
| 41 | Statua di Padmasambhava             | Namchi                            | India         | 36          |             |           |          |
| 42 | Cristo Re                           | Świebodzin                        | Polonia       | 36          | 52,5        | 2010      |          |
| 43 | Statua di Alëša                     | Murmansk                          | Russia        | 35,5        | 42,5        |           |          |
| 45 | Bodhisattva Kannon                  | Tazawako, Akita                   | Giappone      | 35          |             |           |          |
| 45 | Cristo de la Concordia              | Cochabamba                        | Bolivia       | 34,2        | 42,4        | 1994      |          |
| 46 | Tian Tan Buddha                     | Ngong Ping Isola Lantau           | Hong Kong     | 34          |             | 1993      |          |
| 47 | Nostra Signora del Sacro Cuore      | Miribel, Ain                      | Francia       | 33          | 53          | 1941      |          |
| 48 | Grande Buddha di Beopjusa           | Chungcheongbuk-do                 | Corea del Sud | 33          |             |           |          |
| 49 | Statua di Laozi del Monte Mao       | Zhenjiang, Jiangsu                | Cina          | 33          |             |           |          |
| 50 | Memoriale alla Vergine Maria        | Haskovo                           | Bulgaria      | 32,8        |             | 2003      |          |
| 51 | Śiva Mangal Mahadev                 | Ganga Talao                       | Mauritius     | 32,6        |             | 2007      |          |
| 52 | Buddha del Monastero Mindroling     | Dehradun, Uttarakhand             | India         | 32,6        |             |           |          |
| 53 | Buddha di Wat Indrawiharn           | Bangkok                           | Thailandia    | 32,5        |             |           |          |
| 54 | Hanuman di Nandura                  | Maharashtra                       | India         | 32          |             |           |          |
| 55 | Cristo di Vũng Tàu                  | Vũng Tàu                          | Vietnam       | 32          | 36          | 1993      |          |
| 56 | Vergine del Panecillo               | Quito                             | Ecuador       | 31          | 45          | 1976      |          |
| 57 | Bhaiṣajyaguru di Nihon-Ji           | Kyonan, Chiba                     | Giappone      | 31          |             |           |          |
| 58 | Shiva di Har-ki-Pauri               | Haridwar, Uttarakhand             | India         | 30,5        |             |           |          |
| 59 | São Francisco de Canindé            | Canindé, Ceará                    | Brasile       | 30,5        |             | 2005      |          |
| 60 | Statua equestre di Gengis Khan      | Tsonjin Boldog, Provincia del Tôv | Mongolia      | 30          | 40          | 2008      |          |
| 61 | Statua del Cristo di Manado         | Manado                            | Indonesia     | 30          | 50          | 2007      |          |
| 62 | Cristo Resuscitato                  | Tlalnepantla de Baz               | Messico       | 30          | 40          |           |          |
| 63 | Cristo Redentore del Corcovado      | Rio de Janeiro                    | Brasile       | 30          | 39,5        | 1931      |          |
| 64 | Statua di Guan Yin                  | Air Itam, Penang                  | Malaysia      | 30          |             | 1999      |          |
| 65 | Cristo di Otero                     | Palencia                          | Spagna        | 30          |             |           |          |
| 66 | Monumento di Arminio                | Detmold                           | Germania      | 26,6        | 53,5        | 1875      |          |
| 67 | L'operaio e la kolchoziana          | Mosca                             | Russia        | 24,5        | 59          | 1937      |          |
| 68 | San Carlone                         | Arona NO                          | Italia        | 23,4        | 35,1        | 1698      |          |
| 69 | Cristo-Rei                          | Lisbona                           | Portogallo    | 23          | 75          | 1959      |          |

## Lista di statue più alte d'Italia
|    | Statua                                                  | Località             | Alt. statua | Alt. totale | Anno | Immagine |
| -- | ------------------------------------------------------- | -------------------- | ----------- | ----------- | ---- | -------- |
| 1  | Colosso di san Carlo Borromeo                           | Arona                | 23,4        | 35,1        | 1698 |          |
| 2  | Statua del Redentore                                    | Maratea              | 22          |             | 1965 |          |
| 3  | Faro della Vittoria                                     | Torino               | 18,5        | 26,5        | 1928 |          |
| 4  | Statua di Nostra Signora della Guardia                  | Tortona              | 14          |             | 1959 |          |
| 4  | Colosso dell'Appennino                                  | Vaglia               | 14          |             | 1580 |          |
| 6  | Statua equestre di Vittorio Emanuele II                 | Roma                 | 12          | 24          | 1911 |          |
| 7  | Monumento a Vittorio Emanuele II                        | Torino               | 9           | 26          | 1899 |          |
| 8  | Statua del Marinaio (Faro della Vittoria)               | Trieste              | 8,6         |             | 1927 |          |
| 9  | Cavallo di Leonardo                                     | Milano               | 7,3         |             | 1999 |          |
| 10 | Statua della Vittoria Alata (Faro della Vittoria)       | Trieste              | 7,2         |             | 1927 |          |
| 11 | Statua di Santa Maria degli Angeli                      | Assisi               | 7,15        |             | 1930 |          |
| 12 | Stele della Madonna della Lettera                       | Messina              | 7           |             | 1934 |          |
| 12 | Monumento a Giovanni Paolo II                           | Roma                 | 7           |             | 2011 |          |
| 12 | Monumento al Marinaio                                   | Taranto              | 7           |             | 1974 |          |
| 15 | Statua di San Fedele                                    | Palazzolo sull'Oglio | 6,8         |             | 1838 |          |
| 16 | Monumento a Giuseppe Garibaldi                          | Torino               | 6,5         | 26,5        | 1895 |          |
| 17 | Monumento a Vittorio Emanuele II                        | Milano               | 5,6         | 14,8        | 1896 |          |
| 18 | Statua di San Michele Arcangelo (Castel Sant'Angelo)    | Roma                 | 5,4         |             | 1753 |          |
| 19 | David di Michelangelo                                   | Firenze              | 5,17        |             | 1504 |          |
| 20 | Monumento ai caduti della prima guerra mondiale         | Brindisi             | 5           | 12          | 1931 |          |
| 21 | Statua del Cristo Redentore (Ascoli Piceno)             | Ascoli Piceno        | 5           | 12          | 1954 |          |
| 22 | Statua di Sant'Antonio da Padova                        | Milano               | 5           |             | 1930 |          |
| 23 | L.O.V.E.                                                | Milano               | 4,6         | 11          | 2010 |          |
| 24 | Monumento ai Caduti di Mentana                          | Milano               | 4,5         | 10,5        | 1880 |          |
| 25 | Monumento a Vittorio Emanuele II                        | Venezia              | 4,5         | 10          | 1887 |          |
| 26 | Statua del Redentore                                    | Nuoro                | 4,3         | 7           | 1901 |          |
| 27 | Monumento a Giordano Bruno                              | Roma                 | 4 (?)       |             | 1889 |          |
| 28 | Statua dell'Arcangelo Gabriele (Campanile di San Marco) | Venezia              | 3,68        |             | 1912 |          |
| ?  | Monumento a Dante                                       | Trento               | ?           | 17,6        | 1896 |          |